# Marina Iten
Marina Iten (* 1998/1999) ist eine Schweizer Jazzmusikerin (Alt- und Sopransaxophon, Komposition).

## Leben und Wirken
Marina Iten lernte zunächst klassisches Saxophon. Sie spielte in der Kadettenmusik Horgen und erhielt Unterricht bei Mark Hauser, was sie für Jazz und Improvisation öffnete. 2015 gewann sie beim Zürcher Musikwettbewerb den 1. Rang in der Kategorie Saxophon IV und insgesamt den 2. Rang. Sie gehörte zum Jugend-Jazz-Orchester der Musikschule Jazz Basel und trat auch im Duo mit Tim Bond auf. Dann studierte sie bis 2022 Jazz-Saxophon an der Zürcher Hochschule der Künste bei Christoph Grab.
Während des Studiums spielte Iten im Jazzquartett «Come Flamingo» und in der Funk-/Soul-Band «Noble Noise». Auch trat sie 2020 mit Nicole Johänntgens «Sofia»-Projekt auf. In ihrem eigenen Quartett «m.o.r.i» spielt sie mit dem Gitarristen Joa Frey, dem Bassisten Joël Burkhard und dem Schlagzeuger Ramzi Hammad. Seit 2022 gehört sie neben Joa Frey, Jeanaine Oesch und Samir Böhringer zum «Driftwood Quartet», mit dem sie 2023 das Album «Litha» veröffentlichte und präsentierte.  Weiterhin gehörte sie zu «Fendika & K-Sanchis», mit denen das Album «Gojo» (2023) entstand, und zu «Savri» sowie «Layena».